# Wierzchowiny (województwo mazowieckie)
Wierzchowiny – wieś w Polsce położona w województwie mazowieckim, w powiecie radomskim, w gminie Jedlińsk. Ma status sołectwa.
Prywatna wieś szlachecka, położona była w drugiej połowie XVI wieku w powiecie radomskim województwa sandomierskiego. W latach 1975–1998 miejscowość należała administracyjnie do województwa radomskiego.
Nazwa Wierzchowiny (niegdyś Wyrzechowyny, Virzchoviny, Wyerzchowyny) pochodzi od podwyższonego otwartego terenu.
W pobliżu miejscowości przebiega linia kolejowa łącząca Warszawę z Radomiem i Krakowem - przystanek Kruszyna.
Wierni Kościoła rzymskokatolickiego należą do parafii Niepokalanego Serca Najświętszej Maryi Panny w Bierwcach.

## Geografia
Wierzchowiny położone są w obrębie Wzniesień Południowomazowieckich na Równinie Radomskiej.

## Części wsi
| SIMC    | Nazwa             | Rodzaj     |
| ------- | ----------------- | ---------- |
| 0625295 | Huta Wierzchowska | przysiółek |
| 0625289 | Zielonka          | przysiółek |

## Oświata
W miejscowości znajduje się Publiczna Szkoła Podstawowa im. Kardynała Stefana Wyszyńskiego.